# Métier bobin

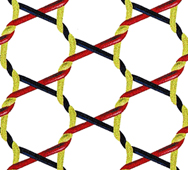
Schéma 1 :
Structure du tulle bobin

Le métier bobin (bobbinet en anglais) est une invention du britannique John Heathcoat (1808) pour la production mécanique du tulle dit "bobin".

## Historique
L’utilisation de franges faites à la main en point de filet remonte à l'Égypte antique. On en retrouve aussi des traces en Grèce et à Rome.
Mais le tulle tel qu’on le connaît n’apparaît qu’avec l’invention du métier à Tulle par Frost et Holmes en 1777 en Angleterre (et amélioré en 1777 et 1786). Il avait pour but d’imiter, avec des moyens mécaniques, la dentelle. Les premiers tulles furent d’ailleurs tissés avec du fil de lin, à l’instar de la dentelle blanche, et additionnés de broderies et de jours à l’aiguille, toujours pour imiter la dentelle.
Le tulle fabriqué alors était cependant peu résistant et obligeait les fabricants à coller les fils avec de l’apprêt, réduisant ainsi la souplesse de la maille. Le tulle chaîne, dont l’origine est disputée, remédia à ce problème en retournant la boucle dégagée des aiguilles.
 La France ne verra arriver les métiers à tulle qu’au XVIIIe siècle pour dépasser en nombre, dès le début du XIXe siècle, les ateliers anglais. En revanche, la qualité du tulle anglais était bien supérieure et, pour ne pas décourager les producteurs nationaux, Napoléon en fit interdire l’importation en 1802.
C’est l’invention, par Heathcoat, du tulle bobin à Nottingham en 1808 qui révolutionne l’industrie du tulle. La machine peut en effet faire environ 1 000 mailles par minute, soit près de deux-cent fois la cadence d'une dentellière qualifiée. La fabrication de cette maille se fait désormais à la verticale et est composé d’un fil de chaine vertical (cf. Schéma ci-contre : fils jaunes) et de deux trames obliques qui se croisent (cf. Schéma ci-contre : fils rouges et bleus). Les tulles unis fabriqués par la suite ne seront plus qu’une déclinaison de ce tulle bobin tissé sur des métiers verticaux.

## Fonctionnement

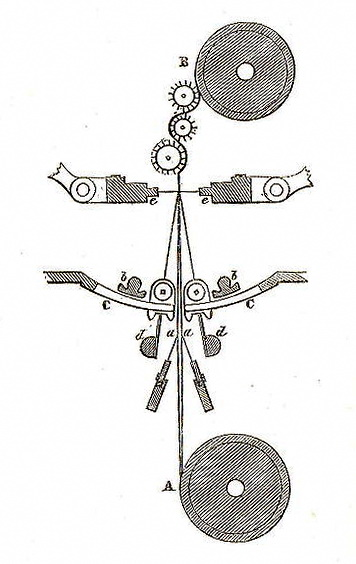
Schéma 2 :
Section verticale du métier bobin

La révolution apportée par le métier bobin est donc la torsion de deux fils de trame (cf. Schéma 1 : fils rouges et bleus) autour des fils de chaîne (cf. Schéma 1 : fils jaunes). 
Le fil de chaîne part du rouleau de chaîne (cf. Schéma 2 : A) pour rejoindre verticalement un rouleau recevant le tulle terminé (cf. Schéma 2 : B). Les barres de guide (cf. Schéma 2 : a a) - qui sont des aiguilles plates - reçoivent un mouvement de va-et-vient de gauche à droite, permettant le passage des fils de trame allant d'un fil de chaîne à l'autre. Les bobines de fil de trame sont placées sur des chariots (cf. Schéma 2 : c c) soutenus par des bolts (cf. Schéma 2 : C C) qui suivent le mouvement de va-et-vient des barres de guide. Les chariots vont d'une rangée de bolts à l'autre, passant au travers des fils de chaîne, à l'aide des pousse-barres (cf. Schéma 2 : b b) et des locqueurs (cf. Schéma 2 : d d). Les torsions ainsi formées sont recueillies par deux barres de pointes (cf. Schéma 2 : e e) qui resserrent la maille. L'espace entre les barres guide, les bolts et les barres de pointes varie selon la largeur de la maille.

## Évolutions
À l'origine, les chariots contenant les bobines des fils de trame étaient non pas poussés, mais tirés par un système d'accroche appelé fetchers ou catch bars. En 1809, John Heathcoat installe deux rangées de chariots, facilitant le passage de ceux-ci entre les fils de chaîne, cette machine est appelée Old Loughborough. Il fallait alors 60 mouvements pour obtenir une maille, contre 12 aujourd'hui. Cela permettait de produire mille mailles à la minute, contre 5 ou 6 lorsque le travail est effectué à la main.
Le premier métier produisait un tulle d'un pouce (2,7 cm) de largeur, il arriva par la suite à produire un yard (91,5 cm) de largeur. En 1813, il perfectionna sa machine pour produire du tulle en bandes, puis en 1815, il y ajouta le mouvement rotatif.
Plusieurs métiers reprirent la technique du Old Loughborough (1809) de Heathcoat pour en augmenter la capacité ou la vitesse de production ou, plus simplement, pour copier la machine protégée par un brevet. On peut ainsi citer le métier Leaver (1814), le Circular Bolt (1817) ou le Rolling Locker (1822).

## Sources et documentation